# Calanda (bier)
Calanda Bräu was een Zwitserse drankenproducent. Na de overname door Heineken in 1993 blijft de Calanda-brouwerij het traditionele biermerk Calanda uit Graubünden produceren, maar ook andere zoals Birra Moretti, Desperados en Sagres.

## Geschiedenis
In 1780 opende de Graubündense brouwer Rageth Mathis een kleine huisbrouwerij in het Welschdörfli van Chur. De concurrentie was hevig: er waren toen meer dan 260 brouwerijen in Zwitserland. Aan het begin van de 20e eeuw fuseerden de microbrouwerijen tot grotere brouwerijen als gevolg van de industrialisatie. Zo ook de brouwerij van Rageth Mathis, die in 1902 toetrad tot de Chur Aktienbrauerei. Kort daarna werd dit de Rhätische Deelbrouwerij, met brouwerijen van Thusis tot Davos.
De zaken gingen niet goed tijdens de Eerste en Tweede Wereldoorlog. Pas in het midden van de 20e eeuw ging het weer beter. In 1971 fuseerden de Engadiner Aktienbrauerei en de Rhätische Getränke AG tot de brouwerij Calanda Bräu. Toen in 1990 de Winterthur-brouwerij Haldengut werd toegevoegd, werd Calanda Haldengut de derde grootste brouwerij van Zwitserland. In 1993 werd Calanda Bräu overgenomen door Heineken, en sindsdien is Calanda als biermerk blijven bestaan.
Het merk Edelbräu werd in 1980 als merk beschermd. Tot 2013 brouwde Calanda het laaggeprijsde bier Prix-Garantie voor de groothandel Coop. Daarna besteedde Coop de productie uit aan het buitenland. Ook bottelt Calanda sinds 2013 bier uit de Eichhof-brouwerij in Luzern. Het luxebier Meisterbräu met 6 volumeprocent alcohol werd in 2013 na ongeveer 40 jaar opgeheven.